# پرواز شماره ۲۵۱ پتروپاولوفسک-کامچاتسکیی (۲۰۲۱)
۵۹°۰۶′۲۹″ شمالی ۱۵۹°۵۰′۴۸″ شرقی / ۵۹٫۱۰۸۰۶°شمالی ۱۵۹٫۸۴۶۶۷°شرقی
پرواز شماره ۲۵۱ پتروپاولوفسک-کامچاتسکیی (به انگلیسی: Petropavlovsk-Kamchatsky Air Flight 251) یک پرواز از پتروپاولوفسک-کامچاتسکیی به مقصد پالانا بود که با ۲۲ مسافر و ۶ خدمه بودند، در تاریخ ۶ ژوئیه ۲۰۲۱ در فرودگاه پالانا دچار سانحه شد و ۲۸ نفر جان باختند.